# Кукхоф, Грета
Грета Кукхоф (нем. Greta Kuckhoff; урожд. Грета Лорке, Greta Lorke; 14 декабря 1902, Франкфурт-на-Одере, Германская империя — 11 ноября 1981, Вандлиц, ГДР) — коммунистка, антифашистка, участница движения Сопротивления во время Второй мировой войны, президент Государственного банка ГДР, член Всемирного совета мира.

## Биография
Грета Лорке родилась 14 декабря 1902 года во Франкфурте-на-Одере, в Германской империи. Получив диплом учителя в 1924 году, изучала социологию и экономику в университетах Берлина и Вюрцбурга. С 1927 по 1929 год училась в университете Висконсин-Мэдисон, где познакомилась с Арвидом и Милдред Харнаками. Между 1930 и 1932 годами работала юрисконсультом в акционерном обществе Розендорфа в Цюрихе, а с 1933 года секретарем у Карла Мангейма в Институте социальных исследований во Франкфурте-на-Майне. В том же году познакомилась с писателем Адамом Кукхофом, за которого вышла замуж в 1937 году, став его третьей женой и родив ему дочь Уле. До 1942 года работала переводчиком в Имперском министерстве народного просвещения и пропаганды. В 1939 году участвовала в переводе с немецкого на английский книги «Mein Kampf» («Моя борьба») Адольфа Гитлера. Таким способом она пыталась довести до сведения британской общественности намерения и цели нацизма — крайней формы фашизма.
В середине 1930-х годов познакомилась с семейной парой борцов Сопротивления Харро и Либертас Шульце-Бойзен. Принимала участие в антифашистских акциях.

## Арест и заключение
Грета Кукхоф вместе с мужем была арестована гестапо 12 сентября 1942 года. 3 февраля 1943 года Имперский военный трибунал признал её виновной в соучастии в государственной измене и недонесении о шпионской деятельности и приговорил к высшей мере наказания. Смертная казнь 4 мая была отменена, а в сентябре во время второго слушания дела в Имперском военном трибунале Грета Кукхоф была приговорена к 10 годам лишения свободы и поражению в гражданских правах за помощь в подготовке государственного переворота и пособничестве врагу и была заключена в тюрьму в Вальдхайме. За месяц до этого, 5 августа 1943 года, её муж был казнен в тюрьме Плётцензее в Берлине. 8 мая 1945 года Грета Кукхоф была освобождена Красной Армией в числе других заключенных Вальдхайма.

## Послевоенная деятельность
В 1945 году она вступила в Коммунистическую партию Германии (KPD) и возглавила государственное учреждение для бездомных и денацификации в Берлине. С апреля 1946 года, после слияния Социал-демократической партии Германии (SPD) и Коммунистической партии Германии, стала членом Единой социалистической партии Германии (SED).
Вместе с Адольфом Гримме и Гюнтером Вайзенборном подала иск против бывшего нацистского судьи Манфреда Рёдера. Документ был похищен из прокуратуры Люнебурга в конце 1960-х годов.
С 1946 года работала в различных промышленных учреждениях. Она была членом 1-го и 2-го Немецких народных советов, с 1954 по 1958 годы была депутатом Народной палаты. С 1950 по 1958 год была президентом Государственного банка ГДР. После отставки, принимала активное участие в Совете Мира ГДР. С 1964 года была вице-президентом Совета Мира ГДР, членом Всемирного Совета Мира. В 1972 году опубликовала свои мемуары под названием Vom Rosenkranz zur Roten Kapelle.
Грета Кукхоф умерла 11 ноября 1981 года в Вандлице, в ГДР. В честь Греты и Адама Кукхофов названы улицы в Берлине и Ахене.

## Сочинения
- Greta Kuckhof: Rote Kapelle («Красная капелла»). In: Aufbau, Aufbau-Verlag, Berlin (Ost) 1948, Heft 1, S. 30-37
- Greta Kuckhoff: Vom Rosenkranz zur Roten Kapelle («Розарий Красной капеллы»). Ein Lebensbericht, Neues Leben, Berlin (DDR) 1976

## Награды
- Медаль Клары Цеткин (1955)
- Серебряный орден «За заслуги» (1955)
- Медаль За борьбу с фашизмом (1958)
- Золотой орден «За заслуги» (1965)
- Почетный гражданин города Франкфурт-на-Одере (1967)
- Медаль Карла фон Оссицки Совета Мира ГДР (1968)
- Золотая «Звезда Дружбы» (1972)
- Почетный доктор Университета им. Мартина Лютера в Виттенберге (1973)
- Орден Карла Маркса (1980)